# Agence nationale de renseignements (République démocratique du Congo)
Pour les articles homonymes, voir ANR.
Ne doit pas être confondu avec Agence nationale de renseignement (Burkina Faso) ou Agence nationale des renseignements (Togo).
L'Agence nationale de renseignements (ANR) constitue le service de renseignement gouvernemental de la république démocratique du Congo. À la différence de nombreux pays, l’agence cumule les fonctions de service de renseignement intérieur et extérieur. Toute puissante en RDC, l'ANR est fortement critiquée pour son non-respect des droits de l'homme par différentes organisations.
Son quartier général est situé dans la commune de la Gombe, à Kinshasa, et est contigu au palais de la Nation, lieu de travail officiel du président de la république démocratique du Congo.

## Historique
Le service de renseignement en République démocratique du Congo a eu successivement plusieurs noms depuis l’indépendance :
- La Sûreté nationale (SN) :  1960-1970
- Centre national de documentation (CND) : 1970-novembre 1985
- Agence nationale de documentation (AND) : novembre 1985-août 1990
- Service national d'intelligence et de protection (SNIP) : août 1990-1996
- Direction Générale de la Sûreté Nationale (DGSN) : 1996-mai 1997.

Créée début 1997, l'ANR constitue d'abord le service de renseignement de l’AFDL, coalition rebelle, dirigée par Laurent-Désiré Kabila qui renversa Mobutu Sese Seko au terme de la première guerre du Congo. En mai 1997, lors de l'entrée des troupes rebelles à Kinshasa, l’agence prend possession des locaux de l'ancien Service national d'intelligence et de protection (SNIP), renommé en 1996, Direction générale de la sûreté nationale (DGSN).
Placée, durant la présidence de Laurent-Désiré Kabila, sous la direction du Comité de sécurité d'État, l'ANR retrouve une certaine autonomie avec l'avènement de Joseph Kabila. À noter, par ailleurs, qu'à la différence des autres institutions et forces de sécurité congolaises, l'ANR n'a jamais été concernée par l'obligation d'intégration de membres des ex-forces rebelles congolaises (MLC, RCD-Goma, etc.) prévue par les accords de Prétoria de 2003.

## Missions
L'ANR est créée officiellement le 11 janvier 2003.
Ses missions sont :
- la recherche, la centralisation, l’interprétation, l’exploitation et la diffusion des renseignements politiques, diplomatiques, stratégiques, économiques, sociaux, culturels, scientifiques et autres intéressant la sûreté intérieure et extérieure de l’État;
- la recherche et la constatation, dans le respect de la loi, des infractions contre la sûreté de l’État;
- la surveillance des personnes ou groupes de personnes nationaux ou étrangers suspectés d’exercer une activité de nature à porte atteinte à la sûreté de l’État;
- la protection de l’environnement politique garantissant l’expression normale des libertés publiques, conformément aux lois et règlements;
- l’identification dactyloscopique des nationaux;
- la recherche des criminels et autres malfaiteurs signalés par l’organisation internationale de la police criminelle, INTERPOL;
- la collaboration à la lutte contre le trafic de drogue, la fraude et la contrebande, le terrorisme, la haute criminalité économique ainsi que tous autres crimes constituant une menace contre l’État ou l’humanité.

## Organisation
L'Agence nationale de renseignements est structurée comme suit :
1. un administrateur général ;
2. un administrateur général adjoint ;
3. des départements ;
4. des directions centrales et provinciales ;
5. des stations extérieures.

Le cadre organique de l’Agence nationale de renseignements, y compris le cabinet de l’administrateur général, est fixé par décret du Président de la République.
Les directions centrales et provinciales sont subdivisées en divisions, bureaux, antennes et postes territoriaux selon le cas. La direction et la station sont dirigées par un cadre de l’Agence nationale de renseignements ayant au moins le grade d’administrateur adjoint, et nommé par le Président de la République sur proposition de l’administrateur général.
Les divisions et les bureaux sont dirigés respectivement par les chefs de division et des chefs de bureau nommés par le Président de la République, sur proposition de l’administrateur général.
L’ANR compte 11 931 employés et s'organise en trois départements, eux-mêmes subdivisés en directions, divisions, sections et bureaux. Chaque département a, à sa tête, un administrateur principal (AP). Elle présente un budget de 31 684 000 512 francs congolais ~34.252.973 $ US en 2015.
- le département de la sécurité extérieure (ANR/DSE) est chargé du renseignement extérieur :
  - Direction des Opérations et de la Planification
  - Direction Action
  - Direction des Recherches et Études
  - Direction technique

- le département de la sécurité intérieure (ANR/DSI) est responsable du renseignement intérieur et de la sécurité de l’État et travaille en collaboration avec les services concernés du parquet et de la police nationale ; le département s'organise en directions provinciales et en directions spécialisées, à l'instar de la Direction spéciale des investigations et recherches (DSIR), unité soupçonnée  d’être impliquée dans l’arrestation de journalistes et d’opposants politiques[4] :
  - Direction des Renseignements Généraux
  - Direction des Opérations
  - Direction du Contre-espionnage
  - Direction des Études et Recherches
  - Direction de l'Identification
  - Direction Technique
  - Direction des Investigations
- le département d’appui (ANR/DA) constitue les services généraux de l'ANR et est notamment chargé de l'appui logistique aux services « déconcentrés » dans les provinces[réf. nécessaire]:
  - Direction des Services Généraux
  - Direction Médicale
  - Académie de Renseignements et Sécurité
  - Centre de Télécommunications, Informatique et Documentation

## Direction
L'Agence nationale de renseignements est dirigée par un administrateur général (AG), qui dépend directement du président de la République. Il est secondé dans sa tâche par un administrateur général adjoint et par des administrateurs principaux. Il était par ailleurs, sous la présidence de Laurent-Désiré Kabila, membre de droit du Comité de sécurité d'État.
L’administrateur général (AG) coordonne l’ensemble des activités de l’Agence nationale de renseignements conformément aux lois et règlements en vigueur. À ce titre, il: 
- assure la direction de l’Agence nationale de renseignements;
- coordonne et contrôle les activités de toutes les branches de l’Agence nationale de renseignements;
- donne l’impulsion nécessaire aux départements, directions, antennes et stations extérieures par voie d’instructions, d’inspections et de contrôles;
- gère le personnel, les ressources financières ainsi que le patrimoine mobilier et immobilier de l’Agence nationale de renseignements;
- veille au respect des lois et règlements, de la déontologie et de la discipline au sein de l’Agence nationale de renseignements;
- dispose de la plénitude du pouvoir disciplinaire sur l’ensemble du personnel de l’Agence nationale de renseignements;
- coordonne la coopération avec les services partenaires;
- prépare le budget et gère les comptes de l’Agence nationale de renseignements;
- peut se réserver le traitement de certains dossiers jugés sensibles, importants ou urgents;
- représente et engage l’Agence nationale de renseignements dans ses rapports avec les institutions, les services, les organismes publics et privés ainsi que les tiers.

L’administrateur général adjoint assiste l’administrateur général dans la coordination de l’ensemble des activités de l’Agence nationale de renseignements. Il assume l’intérim en cas d’absence ou d’empêchement de l’administrateur général
| Nom                                  | Mandat                            | Notes |
| ------------------------------------ | --------------------------------- | --- |
| Administrateurs généraux             |                                   | |
| Paul Kabongo Misasa                  | Début 1997- 21 août 1997          | Responsable sécurité au Conseil exécutif de l'AFDL, il est arrêté le 21 août 1997 |
| Clément Kibinda                      | 23 août 1997- 7 septembre 1997    | Arrêté quelque temps après sa destitution, il est par la suite nommé conseiller à la présidence |
| Séverin Kabwe                        | 7 septembre 1997- 8 mars 2001     | Proche de Laurent-Désiré Kabila, il est blessé par balles dès octobre 1997, son état de santé fragile laisse alors le champ libre à son adjoint Georges Leta Mangasa                                                                                       |
| Didier Kazadi Nyembwe                | 8 mars 2001- 30 mars 2003         | Suspendu en novembre 2002 après avoir été cité dans le rapport de l’ONU sur le pillage des richesses naturelles en République démocratique du Congo, il est réintégré par la suite                                                                         |
| Lando Lurhakumbirwa                  | 30 mars 2003- 11 mars 2006        | |
| Mira Ndjoku Manyanga                 | 11 mars 2006- 5 février 2007      | Ancien commandant de la Garde civile sous Mobutu Sese Seko, ministre de l'Intérieur entre avril 2001 et novembre 2002 |
| Jean-Pierre Daruwezi Mokombe         | 5 février 2007- 11 septembre 2011 | Membre du PPRD, il est nommé le 5 février 2007 vice-ministre à la sécurité et administrateur général de l'ANR, avant d'être nommé, le 11 septembre 2011, ministre de l'Économie nationale                                                                  |
| Kalev Mutond                         | 27 octobre 2011-19 mars 2019      | Ancien administrateur principal de la DSI sous la direction de Jean-Pierre Daruwezi Mokombe |
| Justin Inzun Kakiak                  | 19 mars 2019- 7 décembre 2021     | Ancien adjoint de Kalev Mutond |
| Jean-Hervé Mbelu Biosha              | 7 décembre 2021 - 31 juillet 2023 | Ancien adjoint d'Inzun Kakiak,. |
| Daniel Lusadisu (ou Lusadusu) Kiambi | 1er août 2023 - 30 mai 2024       | |
| Justin Inzun Kakiak                  | depuis le 31 mai 2024             | |
| Administrateurs généraux adjoints    |                                   | |
| Georges Leta Mangasa                 | 7 septembre 1997- 7 février 2001  | Arrêté dans le cadre de l'enquête sur l'assassinat de Laurent-Désiré Kabila, il est condamné à l'issue de son procès en octobre 2002 à la peine capitale                                                                                                   |
| Alain Munanga                        | 11 mars 2006- février 2007        | Ancien commandant militaire du MLC |
| Adam Mathe Sirimuhigo                | février 2007- 11 juillet 2008     | Ancien administrateur principal de la DSI sous la direction de Myra Ndjoku Manyanga, il est suspendu pour corruption mais ne fut jamais cité lors du procès lié à cette affaire ni condamné (soupçon d'un règlement de comptes politique)[réf. nécessaire] |
| Kadegue                              | 11 juillet 2008- 27 octobre 2011  | |
| Kalev Mutond                         | 27 juillet 2011-octobre 2011      | Ancien membre de l'Alliance des forces démocratiques pour la libération du Congo (AFDL). |
| Augustin Mulumba Nsabwa              | depuis le 31 mai 2024             | |